# Omloop van de Vlaamse Scheldeboorden 2006
L'Omloop van de Vlaamse Scheldeboorden 2006, diciottesima edizione della corsa, valido come evento dell'UCI Europe Tour 2006 categoria 1.1, si svolse il 26 settembre 2006 per un percorso di 203,6 km. Fu vinto dal tedesco Danilo Hondo, che giunse al traguardo in 4h 29' 00" alla media di 45,41 km/h.
Furono 49 i ciclisti che portarono a termine la competizione.

## Ordine d'arrivo (Top 10)
| Pos. | Corridore        | Squadra      | Tempo    |
| ---- | ---------------- | ------------ | -------- |
| 1    | Danilo Hondo     | Lamonta      | 4h29'00" |
| 2    | Denis Flahaut    | Flanders     | s.t.     |
| 3    | Baden Cooke      | Unibet.com   | s.t.     |
| 4    | Jürgen Roelandts | Bodysol      | s.t.     |
| 5    | Steffen Radochla | Wiesenhof    | s.t.     |
| 6    | Niko Eeckhout    | Ch. Jacques  | s.t.     |
| 7    | Simone Cadamuro  | Milram       | s.t.     |
| 8    | Aart Vierhouten  | Skil-Shimano | s.t.     |
| 9    | Tomas Vaitkus    | AG2R Prév.   | s.t.     |
| 10   | Roy Curvers      | Procomm      | s.t.     |